# Bang-A-Boomerang
«Bang-A-Boomerang» (en español: «Golpe de Boomerang») es una canción y un sencillo que el grupo ABBA sacó a la venta, aunque sólo en pocos países europeos como Francia.

## La canción
Fue escrita por Benny, Björn, Stig, y grabada el 7 de enero de 1975, en el estudio Ljudkopia, llamada primeramente "Stop And Listen To Your Heart". La canción habla sobre como el mensaje que uno da del amor siempre regresa al igual que un boomerang. Este tema viene incluido en el disco ABBA, como la pista número 6.
La versión original fue grabada sólo como un demo en inglés en septiembre de 1974. Para el Melodifestivalen 1975, Björn y Benny fueron invitados para competir con una canción. Sin embargo, ABBA no quiso participar y en su lugar, el dúo Svenne & Lotta grabó la canción en sueco. Sin embargo quedaron en 3º, pero la canción estuvo durante 7 semanas dentro del Top Ten sueco, el sencillo fue grabado en inglés y se lanzó en Dinamarca, logrando un éxito inesperado.
En la primavera de 1975, ABBA grabó la canción en inglés, usando la pista de Svenne & Lotta. Meses más tarde la lanzaron en Francia como sencillo, pero nunca se convirtió en un éxito del grupo en Escandinavia, donde la versión de Svenne & Lotta es más conocida por el público en general.

## El lado B
S.O.S. fue el lado B del sencillo. Fue escrita por Benny, Björn y Stig, este último fue quien le puso el título a la canción, y Björn fue quien compuso el resto de las letras. La canción habla sobre una mujer que pide a su pareja que la rescate, de la única forma posible, entregándole todo su amor. Este tema viene incluido en el disco ABBA, como el track #4.

## El vídeo
Fue filmado el 28 y 29 de abril en la isla de Djurgården, Estocolmo. Los videos de S.O.S., Bang-A-Boomerang, I Do, I Do, I Do, I Do, I Do y Mamma Mia fueron hechos el mismo día y juntos costaron menos de 50 000 coronas. La razón por la que haya video de esta canción es porque ABBA sintió que tenía un potencial de convertirse en un hit.
El video muestra a las dos parejas cantando y paseando por la isla, y también aparecen carteles de onomatopeyas de la canción. Lo dirigió Lasse Hallström. 
Actualmente el vídeo está disponible en The Definitive Collection (DVD) y en The Complete Studio Recordings.

## Posicionamiento
| Lista                        | Posición |
| ---------------------------- | -------- |
| Francia Top 60 Singles Chart | 59       |